# Emilio Villoresi

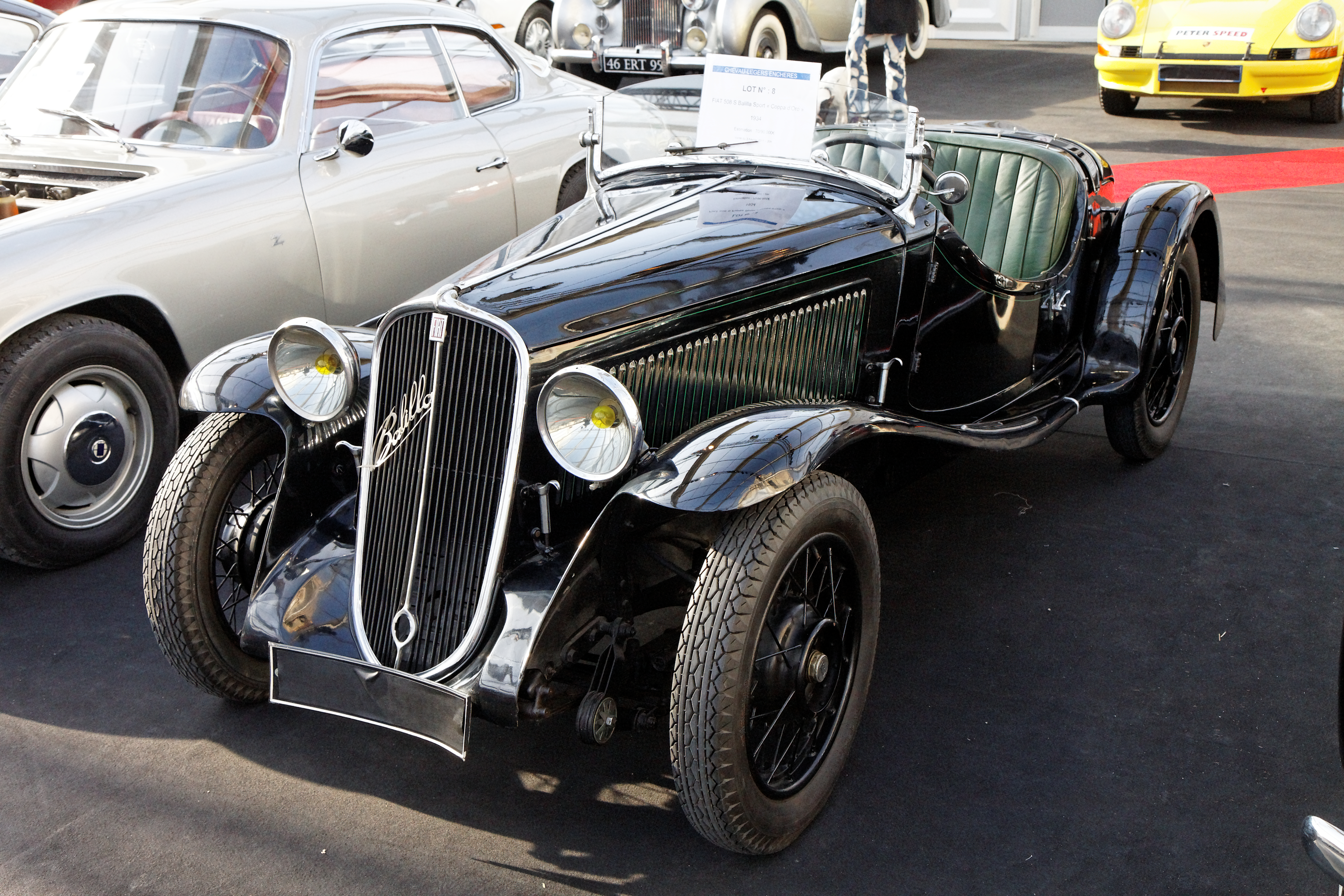
Fiat 508S Balilla Sport

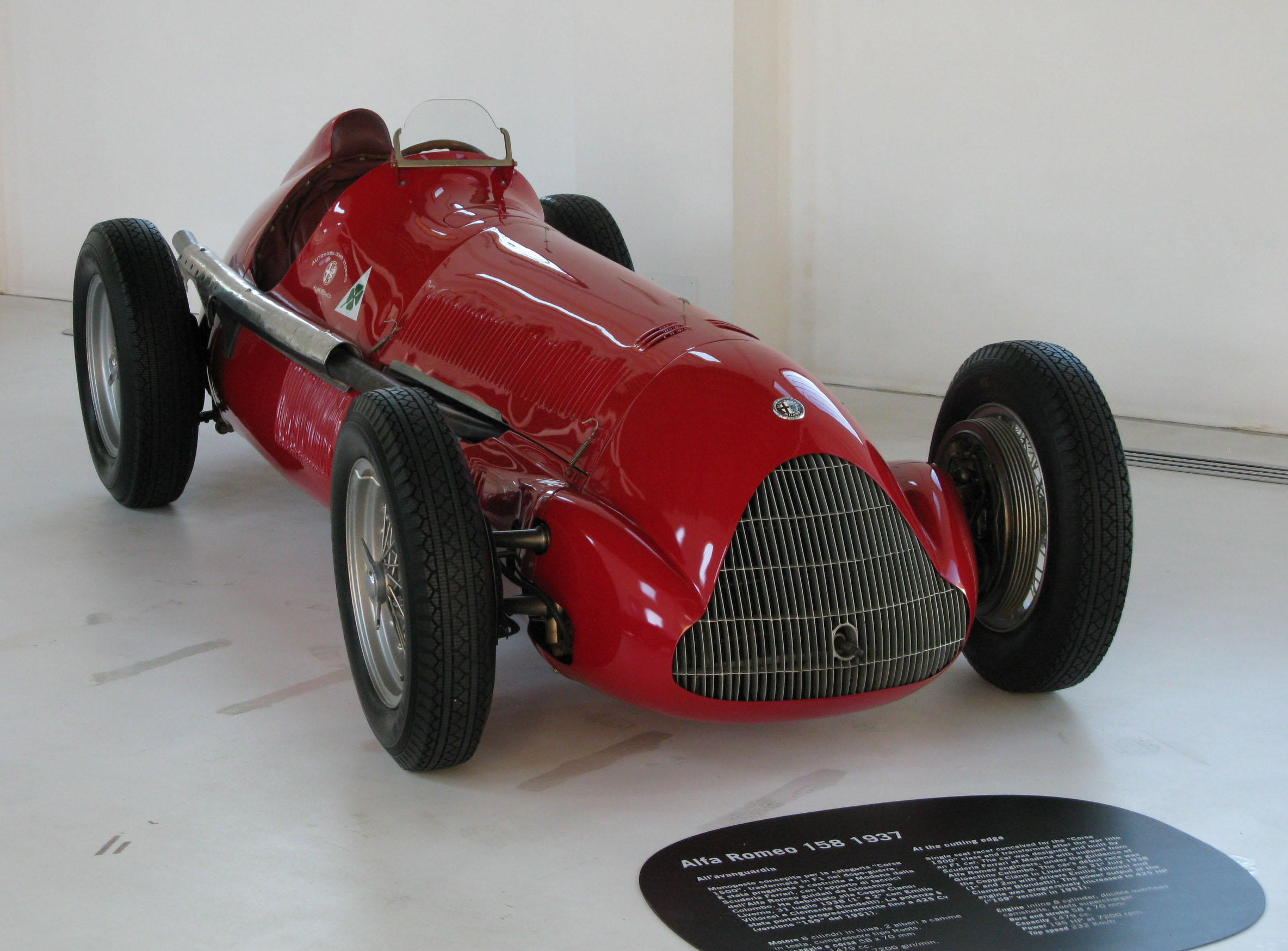
Ein Alfa Romeo Tipo 158 ähnlich dem Unfallwagen.

Emilio „Mimi“ Villoresi (* 17. Dezember 1913 in Mailand; † 19. Juni 1939 in Monza) war ein italienischer Automobilrennfahrer.

## Leben
Emilio Villoresi stammte aus Mailand und war der jüngere Bruder von Luigi Villoresi, der in den 1930er-Jahren Werksfahrer bei Maserati war und nach dem Zweiten Weltkrieg u. a. für die Scuderia Ferrari in der Formel 1 antrat.
Seine Karriere begann Emilio Villoresi zu Beginn der 1930er-Jahre als Copilot seines Bruders. Gemeinsam starteten die beiden von 1933 bis 1936 auf einem Fiat 508CS Balilla Sport bei der Mille Miglia. Danach kauften sie sich aufgrund der unbefriedigenden Ergebnisse mit dem Fiat bei der Mille Miglia einen Maserati 6CM, mit dem sie einzeln bei verschiedenen Voiturette-Rennen antraten. Mit diesem Fahrzeug wurde Emilio Villoresi unter anderem 1936 hinter Carlo Felice Trossi Zweiter beim Circuito di Milano im Parco Sempione in seiner Heimatstadt Mailand.
Von 1937 bis 1939 war Emilio Villoresi als Werksfahrer für Alfa Romeo bei der Scuderia Ferrari bzw. Alfa Corse angestellt. 1937 wurde er auf Alfa Romeo 2900A hinter seinen Teamkollegen Giuseppe Farina und Clemente Biondetti Dritter bei der Coppa Principessa di Piemonte in Neapel und kurze Zeit später hinter Carlo Felice Trossi und Mario Tadini auch Dritter beim Circuito della Superba in Genua.
In der Saison 1938, in der die Silberpfeile die Grand-Prix-Europameisterschaft dominierten, gewann Emilio Villoresi auf Alfa Romeo Tipo 158 die Voiturette-Rennen bei der Coppa Ciano auf dem Circuito di Montenero in Livorno und beim Gran Premio di Milano auf dem Autodromo di Monza. Außerdem war er beim Bergrennen Parma–Poggio di Berceto erfolgreich.
Im Mai 1939 wurde Villoresi Dritter beim Gran Premio di Tripoli. Eigens für dieses prestigeträchtige Rennen hatte Mercedes-Benz den W 165 entwickelt, den Hermann Lang und Rudolf Caracciola für die Deutschen zu einem Doppelsieg steuerten.
Emilio Villoresi verunglückte am 19. Juni 1939 auf der Hochgeschwindigkeitsbahn von Monza tödlich. Das Alfa-Romeo-Team testete den Tipo 158, Villoresi begann seinen Einsatz um etwa 12:15 Uhr. Die ersten zwölf Runden spulte er mit guten Zeiten ab, danach registrierte sein Team ein Langsamerwerden. In seiner 15. Runde verlor Emilio Villoresi auf der Gerade zwischen der Curva Grande und der ersten Lesmo-Kurve die Kontrolle über seinen Wagen. Das Fahrzeug brach nach links aus und prallte gegen einen Baum. Villoresi wurde dabei aus dem Wagen geschleudert und erlag wenig später in einem Krankenhaus in Monza den dabei erlittenen inneren Verletzungen. Er wurde 25. Jahre alt.
Die genauen Umstände des Unglücks wurden nie vollständig aufgeklärt, da es keine Augenzeugen am Unfallort gab. In Zeitungen wurde kolportiert, dass Emilio Villoresi kurz vor dem Unfall unwohl gewesen sein könnte, da er kurz zuvor ein großes Mittagessen genossen hatte. Zum Andenken an seinen Bruder fuhr Luigi Villoresi fast 20 Jahre lang mit seiner Armbanduhr. 1989 gab Luigi Villoresi in einem Interview an, dass ein Ingenieur der Scuderia Ferrari etwa 20 Jahre nach dem Unglück eine gebrochene Lenkung als Ursache genannt hatte.

## Verweise